# Austrolebias carvalhoi
Austrolebias carvalhoi es un pez de la familia de los rivulinos en el orden de los ciprinodontiformes.

## Morfología
Los machos pueden alcanzar los 3,7 cm de longitud total.

## Distribución geográfica
Estos se encuentran en Sudamérica: río Paraná.